# Hetärismus
Hetärismus (griechisch ἑταῖραι hetairai (Hetäre) „Gefährtinnen“, -ismus) bezeichnet eine von Johann Jacob Bachofen konstruierte und auf einer spezifischen Geschlechterordnung basierende geschichtliche Epoche, die den ursprünglichen Naturzustand der Menschheit darstellen soll.
In seinem Hauptwerk Das Mutterrecht (1861), in dem er die Entstehung der Gesellschaft über eine Dreistufenfolge rekonstruierte (siehe auch Geschichte der Matriarchatstheorien), stellt der durch Regellosigkeit und strukturelle Promiskuität gekennzeichnete Hetärismus die erste Stufe dar. Dieses auf dem „Naturrecht“ basierende Gesellschaftsverhältnis sei die Voraussetzung für die Einführung der monogamen Ehe durch die Frau und der darauf gründenden Erhebung der Gesellschaft auf die zweite Stufe, die demetrische (eheliche) Gynaikokratie (Matriarchat), gewesen. Mit Hilfe der demetrischen Regelung des Muttertums habe sich die Gynaikokratie über die Prinzipien des Hetärismus erhoben, wobei das Naturrecht immer weiter durch das positive Recht verdrängt worden sei. Trotz der gegensätzlichen und einander ausschließenden Merkmale basieren beide Stufen auf dem „Grundprinzip der Herrschaft des gebärenden Leibes“ und der im Hetärismus am stärksten ausgeprägten stofflichen (materiellen/körperlichen) Natur, die Bachofen dem weiblichen Geschlecht zuschreibt. Über eine Zwischenstufe (Amazonentum) habe sich aus diesen Verhältnissen die vom geistig-männlichen Prinzip geleitete Paternität (Patriarchat) entwickelt und mit diesem Fortschritt für den Aufstieg der Menschheit gesorgt. Die einzelnen Stufen gehen im Lauf der Entwicklung ineinander über, wobei die Vorherige immer die Voraussetzung für die Folgende darstellt.
Bachofen polarisierte in seiner Theorie die „Geschlechtscharaktere“ auf die „Geschlechtscharaktere“ zweier Weltalter, wobei die Geschlechterverhältnisse über Blüte und Verfall der Menschheitsentwicklung bestimmen. Seine Erkenntnisse gewann er durch die Interpretation antiker Mythen. Diese waren für ihn nichts anderes als Darstellungen der damaligen "Volkserlebnisse" und damit geeignet, um Rückschlüsse über die jeweiligen Lebensumstände zu ziehen. Bachofens Idee von der dem Hetärismus zugrundeliegenden Geschlechterordnung wird heute in der Ethnologie aufgegriffen und als „Gemeinschafts-“ oder „Gruppenehe“ bezeichnet.

## Gesellschaftsverhältnisse und Lebensumstände
Laut Bachofen sollen die verschiedenen Völker und Stämme der geschichtlichen Vorzeit als Nomaden in natürlichen Geschlechterverbindungen gelebt haben. Eine Vereinigung der beiden Geschlechter habe dabei lediglich der Triebbefriedigung gedient und sei nach dem oft öffentlichen Vollzug wieder aufgelöst geworden. Eheliche Verbindungen oder ein geordnetes Familienleben haben daher noch nicht existiert. Die Menschen hätten ständig wechselnde Geschlechtspartner gehabt. Inzucht sei nicht nur erlaubt gewesen, sondern sogar als natürliches Gebot angesehen worden. Sinnbildlich für die sexuell freizügigen Zustände steht nach Bachofen der Hund, der durch seinen stark ausgeprägten Sexualtrieb, durch den er sich in ständiger Fortpflanzungsbereitschaft befindet und ungehemmt jede Gelegenheit nutzt, um seinen Trieb zu befriedigen, am besten das zu dieser Epoche bestehende „Prinzip der tierischen Zeugung“ zum Ausdruck bringe.
Die Menschen sollen in „Sumpfvegetationen“ gelebt und Pflanzen und Tiere feuchter Sumpfgründe verehrt haben. Der Sumpf stehe dabei symbolisch für diese regellose Epoche, die von Bachofen auch als „unwürdige Kindheit der Menschheitsgeschichte“ bezeichnet wurde. Der Alltag sei ein Kampf ums Überleben gewesen, bei dem die Gemeinschaft wegen des Fehlens festgelegter Gesetze im Sinne des Rechts des Stärkeren durch männliche Gewaltausübung bestimmt worden sei (Naturrecht). Auch persönliches Eigentum habe in dieser Epoche noch nicht existiert, weswegen sich die Habseligkeiten im Gemeinschaftsbesitz innerhalb einer Sippe, die sich meistens aus Blutsverwandten zusammensetzte, befanden. Als Ehebruch habe lediglich der Beischlaf mit einem Stammesfremden gegolten und unter Todesstrafe gestanden. Eine solche Gemeinschaft pflanzt sich folglich ausschließlich innerfamiliär fort, was das Einheitsempfinden bestärkte. Dass sich die Gruppenmitglieder als Geschwister verstanden, resultiere nach Bachofen aus den Folgen der promiskuitiven Lebensumstände. Dem innerhalb einer Sippe bestehenden Prinzip der Liebe sei damit das Prinzip der Feindschaft gegen die Fremden gegenübergestellt worden, wobei Bachofen letzteres auf den Mann zurückführt. Die Vereinigung hingegen gehe von der Frau aus, gegründet auf der Liebe, die sie mit ihren Kindern verbindet, was für Bachofen „die einzige Erhellung der moralischen Finsternis“ dieses Zeitalters darstellt.
Bachofens Darstellung des Hetärismus als "regellose" Periode steht im Kontrast zu seinen Ausführungen über die bestehenden Prinzipien. Inwiefern der Alltag nun gesetzeslos gewesen sei, oder übergeordneten Richtlinien wie dem Naturrecht unterlag, bleibt unklar.

### Stellung der Frau
Das zur Zeit des Hetärismus bestehende Naturrecht schreibe der Frau, auf Grundlage ihrer stofflichen Natur, einen unzüchtigen Charakter zu, durch den sie sich „nach fortwährender Befruchtung sehnt“. Auf Grundlage dieser Annahme sei von ihnen bedingungslose sexuelle Verfügbarkeit erwartet und bei Bedarf auch gewaltsam eingefordert worden. Frauen mit einer hohen Anzahl an ehemaligen Geschlechtspartnern seien bei den Männern besonders begehrt gewesen. Weiblichen Jungfrauen höheren Alters habe man hingegen weniger Beachtung geschenkt.
Die Kinder seien zusammen von den Frauen einer Gemeinschaft großgezogen worden. Die anfallende Arbeit, wie u. a. das Errichten der Häuser, sei ebenfalls von den Frauen verrichtet worden, wodurch ihnen eine aktive Rolle in der Produktionstätigkeit zukommt.
Frauen und Kinder einer Sippe seien als Gemeinschaftseigentum der Männer betrachtet worden. Dass im Zuge der Einführung des individuellen Privatbesitzes im weiteren Verlauf der hetärischen Periode auch der Handel mit Frauen üblich gewesen sei, wundert bei der schlechten Stellung der weiblichen Stammesmitglieder nicht. Auch die Prostitution sei weit verbreitet gewesen (vgl. Hetäre) und eine Bürgschaft für die eheliche Keuschheit gewesen.
Die Frauen seien aufgrund der physischen Unterlegenheit von den Männern willkürlich missbraucht und beherrscht worden. Frustriert und gedemütigt sollen sie sich nach gesitteteren Zuständen gesehnt haben.
Dennoch habe bereits in diesem Zeitalter das Mutterrecht (matrilineare Abstammung, Matrilokalität) bestanden. Durch die Geburt seien die Kinder automatisch an die Mutter gebunden gewesen, woraus sich die Benennung nach dieser und die höhere gesellschaftliche Wertschätzung der Geburt ergebe. Daraus resultiere auch die Hervorhebung der Schwesterkinder sowie in der weiteren Entwicklung die Gynaikokratie.

### Stellung des Mannes
Durch das herrschende Naturgesetz habe der Mann aufgrund seiner physischen Überlegenheit Vorteile gegenüber der Frau gehabt, aus denen Bachofen auch eine höhere Machtposition ableitete. Auf der Grundlage des Rechts des Stärkeren sei das gesamte Zeitalter von Männern dominiert und beherrscht worden. Der Anspruch auf bedingungslose sexuelle Befriedigung durch die als Gemeinbesitz der Männer betrachteten weiblichen Stammesmitglieder sei ebenfalls auf diesem Weg durchgesetzt worden.
Beherrscht worden seien die Sippen von einem männlichen Anführer, bei dem es sich oft um den Ältesten handelte. Seine Frauen und Kinder sollen sich aber im Gegensatz zu den Übrigen nicht im gemeinschaftlichen Besitz befunden haben. Deshalb habe der Missbrauch der Frauen des Anführers unter Strafe gestanden.
Bei der Stammeserhaltung habe sich der Einfluss und die Rolle des Mannes auf die Zeugung beschränkt, denn unter derartigen Bedingungen konnte sich keine Vorstellung einer individuellen Vaterschaft ausbilden.
Wenn überhaupt haben die Mütter die Kinder den Vätern nach äußerlicher Ähnlichkeit zugeordnet, wobei der jeweils auserwählte Mann förmlich zum Vater erklärt wurde und keine andere Wahl hatte, als das Kind anzuerkennen. Da die Reproduktion wegen der Fähigkeit des Gebärens in der Hand der Frauen lag, sei die „zeugende Kraft des Mannes“ im Gegensatz zur „gebärenden Kraft des Weibes“ als irrelevant betrachtet worden. Auch die Bestimmung der Familienzugehörigkeit nach der Mutter spiegelt die geringe Stellung der Väter wider.

## Ende der hetärischen Periode
Den Ausgangspunkt für die Weiterentwicklung der Menschheit sieht Bachofen in der Erniedrigung der Frau. Aus Wut und Verzweiflung und sich nach geregelten Zuständen mit reiner Gesittung sehnend, habe sie den Kampf mit dem sie entwürdigenden Hetärismus aufgenommen. Diese gewalttätige amazonische Steigerung des Hetärismus ist laut Bachofen eine „Ausartung“ des weiblichen Geschlechts.
Der Widerspruch zwischen der promiskuitiven weiblichen Natur auf der einen und die von den Frauen empfundene Entwürdigung auf der anderen Seite, bleibt in Bachofens Ausführungen bestehen.
Schließlich habe stattdessen die religiöse und friedliche Natur, die Bachofen dem weiblichen Geschlecht zuordnet, eine erzieherische Wirkung auf den Mann gehabt, durch die sie mit der Einführung der monogamen Ehe den Aufstieg auf die von Frauen dominierte demetrische Gynaikokratie ermöglichte. Diesem Fortschritt des weiblichen Geschlechts sei eine erhebliche Kränkung desselben vorausgegangen.
Die den beiden Kulturstufen zugrundeliegenden Prinzipien, das Hetärische und das Demetrische, ständen auch im weiteren Lauf der Entwicklung dauerhaft in einem sich gegenseitig verdrängenden Konkurrenzkampf. Während des Übergangs von der Gynaikokratie zur Paternität habe das Hetärische erneut Überhand gewonnen und führte mit zunehmendem Sittenverfall zur Auflösung der politischen Organisation. Auf Grundlage der römischen Staatsidee habe sich dagegen aber letztlich das apollinische Vaterrecht (Patriarchat) durchgesetzt.
Im Gegensatz zu anderen Theorien über die Gesellschaftsentwicklung (z. B. Platon) besteht in dieser zu Beginn eine ungeordnete Einheit (empfundene Brüderlichkeit durch freie Geschlechtermischung), die sich im Verlauf der Entwicklung zur geordneten Vielheit (Herausbildung individueller Partnerschaften) ausdifferenziert.

## Bachofens Methode
Die Erkenntnisse für seine Theorie gewann Bachofen aus der Interpretation von antiken Symbolen und Mythen. Dabei stützte er sich unter anderem auf den frühen griechischen Geschichtsschreiber Herodot und dessen Konstruktionen zu angeblich in Aithiopia, das heißt dem den Griechen unbekannten Gebiet südlich Ägyptens, lebenden Völkern.
Von den aithiopischen Ausern, welche am trionischen Sumpfsee gelebt haben sollen, etwa berichtet Herodot: „Sie bedienen sich der Weiber insgeheim und begatten sich mit ihnen nach Art des Viehs, ohne mit ihnen häuslich zusammenzuwohnen“. Hierin sieht Bachofen die sexuelle Regellosigkeit der hetärischen Zeit. Das Prinzip der tierischen Zeugung sei überdies durch den von den Aithiopiern als Gottheit verehrten Hund symbolisiert. Die Begriffe „kyon (Hund)“ und „kyein (empfangen)“, welche auf demselben Wortstamm beruhen, bestärken diese Deutung.
Andere aithiopische Stämme hingegen hätten dem mutterrechtlichen Prinzip schon nähergestanden. Aus einer Nachricht des Nikolaos von Damaskus entnimmt Bachofen: „Die Aethiopier halten vorzüglich ihre Schwestern in Ehren. Ihre Herrschaft überlassen die Könige nicht ihren eigenen, sondern ihrer Schwester Kindern. Ist kein Erbe mehr da, so wählen sie zum Anführer den Schönsten und Streitbarsten“. Nach Bachofen sei die Hervorhebung der Schwesterkinder eine notwendige Folge des Mutterrechts, denn auch wenn aufgrund des fehlenden Privatbesitzes noch kein individuelles Erbsystem bestand, unterlag die Thronfolge bereits einem matrilinearen Prinzip und verdeutlicht zudem die Irrelevanz der Vaterfigur.
Die Voraussetzung einer hetärischen Periode für die Weiterentwicklung der Gesellschaft deutete Bachofen z. B. anhand eines Berichts über die Bewohner der Balearen. Darin heißt es: „Bei der Hochzeitsnacht haben sie einen seltsamen Brauch. Nämlich beim Hochzeitgelage wohnt der älteste von den Freunden und Bekannten zuerst der Braut bei, und so die übrigen der Reihe nach, je nachdem einer jünger ist als der andere, und der Bräutigam ist der letzte, dem diese Ehre zu Teil wird.“ Diese Gewohnheit verdeutliche die religiöse Idee, auf der diese Zustände basieren. Da die Ausschließlichkeit der Ehe das Naturrecht der Mutter Erde beeinträchtige, stelle die Unkeuschheit der Hochzeitsnacht ein Opfer für die Naturmutter dar, um diese zu besänftigen und von der Monogamie zu überzeugen. Man glaubte demnach, ein Mann könne eine Frau nur besitzen, nachdem er sie den anderen überlassen hat. Übertragen auf die beiden Zeitalter ist die hetärische Periode folglich ein notwendiger Übergang in die Gynaikokratie. Auch wenn Bachofen dieses Zeitalter durchgehend negativ bewertet, kommt darin der hohe Stellenwert, den er dem Hetärismus dennoch zuschreibt, zum Ausdruck.
Bachofens Mutterrechtstheorie stützt sich durchgehend auf solche Erzählungen. Die Anzahl seiner angeführten Beispiele ist beachtlich.

## Rezeptionen
Mit der menschlichen Entwicklungsgeschichte und der Idee einer weiblich dominierten Vergangenheit befassten sich neben Bachofen auch andere Wissenschaftler (z. B. Lafiteau 1724, McLennan 1865, Lubbock 1870). Allerdings war er der einzige, der ein evolutionistisches Modell entwickelte, das auf der Geschlechterordnung gründet.
Wenige Jahre nach dem Erscheinen des „Mutterrechts“ publizierte der Richter Albert Hermann Post (1839–1895) sein Werk Die Geschlechtergenossenschaft der Urzeit und die Entstehung der Ehe. Unter der Berücksichtigung von Bachofens Ergebnissen untersuchte er darin ebenfalls die Geschlechterverhältnisse der Urzeit. Seine Untersuchung beschränkt sich auf die voreheliche Zeit und entspricht somit dem Hetärismus in Bachofens Modell. Er kommt zu ähnlichen Ergebnissen, verbucht aber zusätzlich den Brauch des Frauenraubs in die voreheliche Periode. Für ihn bildet dieser den Ausgangspunkt für die Einführung der Ehe.
In dem 1877 veröffentlichten Werk Ancient Society skizzierte der Anthropologe Lewis Henry Morgan (1818–1881), der als zweiter Ahnvater der Matriarchatsidee bezeichnet wird, in gleicher Weise drei aufeinanderfolgende, universelle Entwicklungsstufen der Menschheit. Den Anfang bildet die Stufe der Wildheit, welche ähnliche Merkmale aufweist wie die Periode des Hetärismus. Neben den matrilinearen Erbschaftpraktiken seien die kaum von den Tieren unterscheidbaren Menschen „arm an Geisteskräften und noch ärmer an sittlichem Gefühl“ gewesen. Aber auch Morgan misst dieser Stufe trotz der negativen Beurteilung einen nicht zu unterschätzenden Wert bei, da auch für ihn in ihr der Keim für die Weiterentwicklung der Menschheit steckt. Erst durch seine Arbeiten wurde das „Mutterrecht“, welches zu Bachofens Lebzeiten wenig Erfolg hatte, populärer. Darauf folgten zahlreiche neue Interpretationen und Weiterentwicklungen seiner Ideen aus verschiedenen Bereichen der Sozialwissenschaften. Neben Ethnologen (Morgan, Schmidt) beteiligten sich auch Soziologen (Borneman), politische Philosophen (Karl Marx und Friedrich Engels, der Bachofen sogar im Vorwort seines Werks über den Ursprung der Familie, des Privateigentums und des Staates für seine Genialität pries) über Psychoanalytiker (Freud), Theologen und Religionswissenschaftler (Frazer, Bernoulli) bis hin zu Feministinnen des 20. Jahrhunderts (Göttner-Abendroth) und viele weitere an der Diskussion rund um die Matriarchatsidee. Die Vorstellungen über die Ursprünge der Menschheit fallen in den Weiterführungen sehr unterschiedlich aus.
Der Arzt und Analytiker Otto Gross (1877–1920) knüpfte bei seiner Forschung zum Matriarchat nicht – wie die meisten – an der demetrischen Gynaikokratie an, sondern am Hetärismus. Ähnlich wie in Bachofens Modell steht dabei die sich gegen Frauen richtende Gewalt und das Verbrechen am Anfang der Menschheitsgeschichte. Er schließt, dass „das innere Leiden der Menschheit“, welches aktuell bestehe, aus dieser Unterdrückung resultiere und der Ausweg nur durch die Wiederbelebung des Astartenkultus erreichbar sei. Gross weist dem monotheistischen Judentum eine Mitverantwortung für die Unterdrückung zu, eine Idee, die später auch in der völkischen Frauenbewegung eine weite Verbreitung findet.
In der frühen Ethnologie (Völkerkunde) war die These von der Gruppenehe als universell auftretende Ursprungsform der Ehe weit verbreitet, konnte aber durch jüngere Arbeiten widerlegt werden. Die Gruppenehe (Polygynandrie) bezeichnet eine noch heute in Naturvölkern praktizierte Sonderform der Vielehe, bei der eine bestimmte Anzahl von Männern und Frauen eine Verbindung eingehen, wodurch jeder mit jedem verheiratet ist und als legitimer Sexualpartner gilt.